# Bregenzerwaldbahn

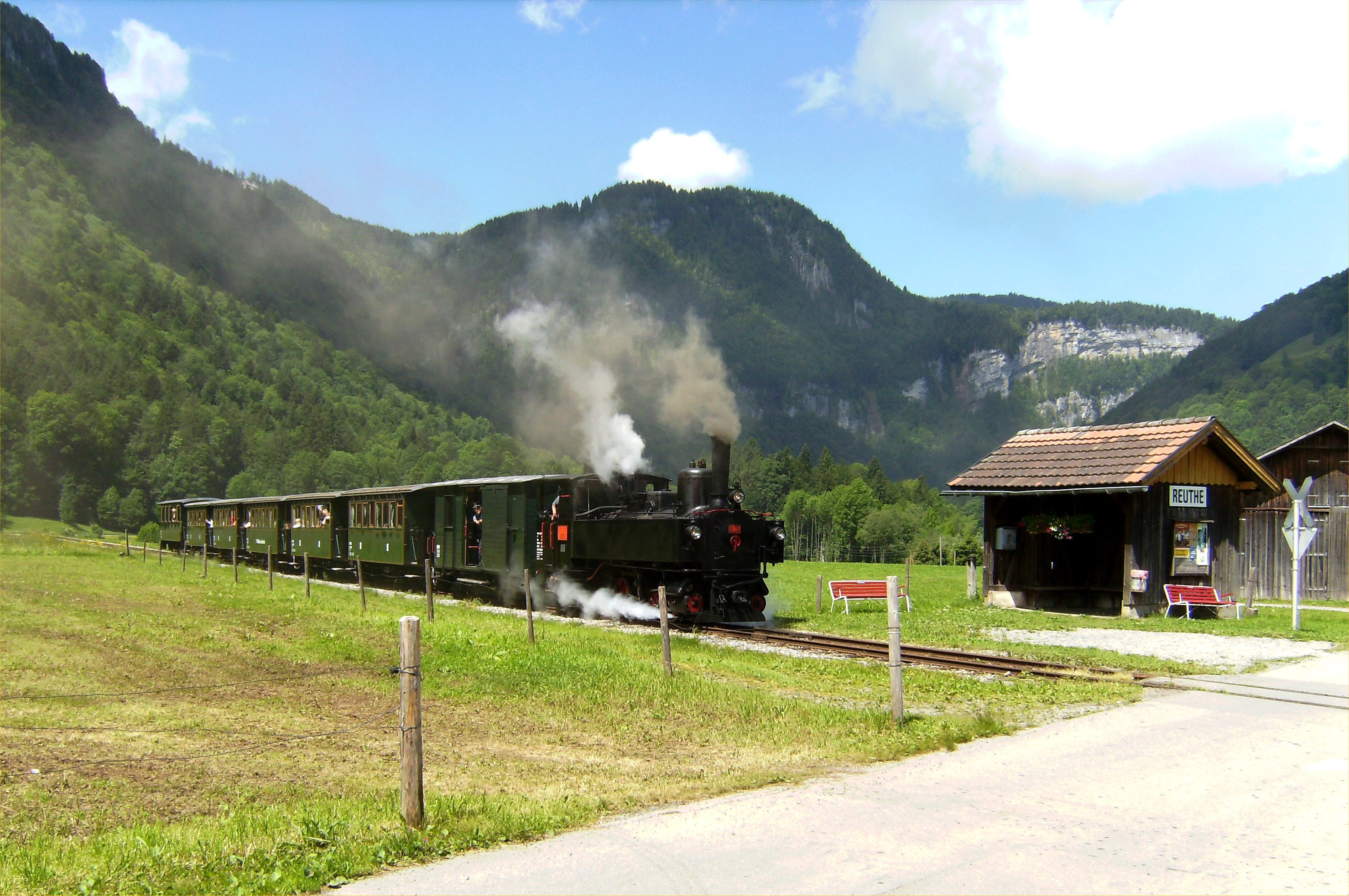
De toeristische Bregenzerwaldbahn in Reuthe

De Bregenzerwaldbahn (Vorarlbergs: Wälderbähnle) is een Oostenrijkse smalspoorlijn met een spoorbreedte van 760 mm. De spoorweg ligt in het Bregenzerwald de deelstaat Vorarlberg. Van 1902 tot 1982 verbond de Bregenzerwaldbahn een 35,33 km lange route tussen Bregenz en Bezau. Heden ten dage wordt een gedeelte van de oorspronkelijke route (circa 5,01 km) als museumspoorlijn gehandhaafd. De rest van het spoortraject is gesloten.

## Geschiedenis

###### Planning
Wat het vervoer in de Bregenzerwald betreft, waren tot aan het einde van de 18e eeuw maar ruiterpaden en wat later ook paden voor koetsen beschikbaar. Verder maakte men zich de bergstroom Bregenzer Ache ten nutte om houtstammen van de Bregenzerwald naar Bregenz te transporteren. In de tweede helft van de 19e eeuw kwam de idee voor een spoorlijn-project in de dalen van de Bregenzerwald op. Bij een volksvergadering in 1871 viel deze idee tegen omdat men bang was voor economische inefficiëntie. Uiteindelijk werd in 1899 de concessie voor de aanleg en het gebruik van de smalspoorlijn van Bregenz naar Bezau aanvaard. 

###### Aanleg
Op 7 september 1900 ging bij de Riedentunnel de eerste spade de grond in. De bouwmeester Johann Bertolini was verantwoordelijk voor het bestuur van veel spoorlijngedeeltes. Tijdens de bouw vernietigde een hoogwater de meeste nieuwe constructies in het Achtal, waardoor het bevoegde bouwbedrijf failliet ging. Op 15 september 1902 werd de smalspoorlijn geopend. 

###### Gebruik
Tijdens de Eerste Wereldoorlog werden enkele locomotieven voor de militaire dienst benodigd, waarvan sommige niet meer terugkeerden. In 1932 werd de concessie voor het gebruik overgeleverd naar de Bundesbahnen Österreichs (BBÖ), vandaag bekend als Österreichische Bundesbahnen (ÖBB). 
Op 21 april 1980 werd het vervoer gestopzet vanwege te veel water dat de Rotachbrücke beschadigde. In juni van hetzelfde jaar werd het personen- en goederenvervoer weer opgenomen. Maar enkele regenachtige weken later, op 3 juli 1980, veroorzaakte een aardverschuiving bij kilometer lijn 7,45 (tussen Kennelbach en Fluh) een interruptie van het vervoer. Hierop volgden twee verdere aardverschuivingen in juli en augustus. Op 13 augustus 1980 werden de bouwwerkzaamheden stopgezet. 
Sinds 1985 fungeert een gedeelte van de originele spoorlijn van de Bregenzerwaldbahn in de zomermaanden als museumspoorlijn.